# Cnemaspis boulengerii
Cnemaspis boulengerii är en ödleart som beskrevs av  Strauch 1887. Cnemaspis boulengerii ingår i släktet Cnemaspis och familjen geckoödlor. Inga underarter finns listade i Catalogue of Life.